# Salix dependens
Salix dependens är en videväxtart som beskrevs av Takenoshin Nakai. Salix dependens ingår i släktet viden, och familjen videväxter. Inga underarter finns listade i Catalogue of Life.